# HTC Dream
El HTC Dream (comercializado también como T-Mobile G1 y denominado popularmente Google Phone o GPhone) era un dispositivo de telefonía móvil construido por HTC. Fue lanzado al mercado el 22 de octubre de 2008, a un precio estimado de 179 dólares estadounidenses, siendo, según declaraciones de la empresa, el primer dispositivo móvil de comunicación en incorporar el sistema operativo móvil de Google denominado Android.

## Características principales
Entre sus características principales están la incorporación de una pantalla táctil, sistema intuitivo de acceso instantáneo a información con solo unos cuantos toques de pantalla, acceso completo a funciones de conectividad y navegabilidad en internet, cámara de 3,2 Megapixeles con autofoco, pantalla de inicio totalmente personalizable, acceso a 3G de alta velocidad y Wi-Fi, capacidad de optimizar y personalizar el dispositivo mediante diversas aplicaciones, teclado deslizable, acceso directo a todas las aplicaciones Google, tales como Gmail y Google Maps. El dispositivo viene con una tarjeta de memoria de 1 Gigabyte.